# San Felice Circeo
San Felice Circeo är en ort och kommun i provinsen Latina i regionen Lazio i Italien. Kommunen hade 10 134 invånare (2018).